# Ampelopsis

Ampelopsis glandulosa

Ampelopsis is een geslacht van houtige klimplanten uit de wijnstokfamilie (Vitaceae). Het zijn klimplanten die met behulp van ranken omhoog komen.
Er zijn zo'n twintig soorten bekend, die van nature voorkomen in het oosten van Noord-Amerika, Mexico, Klein-, Zuid en vooral Oost-Azië.
Het blad is afwisselend geplaatst, is langgesteeld en enkelvoudig of samengesteld. De bloemen zijn meestal vijftallig en groenig. De vruchten bevatten één tot vier zaden. De planten lijken op wilde wingerd (Parthenocissus), maar missen de zuignapjes aan het einde van de hechtingsorganen.
Zoals de naam al zegt, zien deze planten er uit (= 'opsis') als een wijnstok (= 'ampelos').

## Toepassingen
Ampelopsis-soorten worden gebruikt als waardplant door de rupsen van sommige Lepidoptera (vlinders), waaronder Bucculatrix quinquenotella.
Sommige soorten worden veel gebruikt als tuinplant- of kamerplant, waaronder:
- Ampelopsis aconitifolia (kamerwingerd)
- Ampelopsis bodinieri (kamerwingerd)
- Ampelopsis brevipedunculata (kamerwingerd, porceleinbes)
- Ampelopsis glandulosa (bonte wingerd)
- Ampelopsis megalophylla
- Ampelopsis orientalis (Oosterse wingerd)
- Ampelopsis quinquefolia

De kiemplant van Ampelopsis weitchii wordt ook gebruikt in de alternatieve geneeskunde als basis voor een middel dat pijnverzachtend zou zijn voor reuma-patiënten.
... · 
Ampelocissus · 
Ampelopsis · 
Cissus · 
Parthenocissus (Wilde wingerd) · 
Rhoicissus · 
Tetrastigma · 
Vitis · 
...